# آریان پوچتا
آریان پوچتا (انگلیسی: Arián Pucheta؛ زادهٔ ۸ مارس ۱۹۹۵) بازیکن فوتبال اهل آرژانتین است.
از باشگاه‌هایی که در آن بازی کرده‌است می‌توان به باشگاه فوتبال بوکا جونیورز اشاره کرد.
وی همچنین در تیم ملی فوتبال زیر 17 سال آرژانتین بازی کرده‌است.